# Loveline Obiji
Loveline Obiji, née le 11 septembre 1990 à Umueze (Nigeria), est une haltérophile handisport nigériane concourant en +86 kg. Après le titre paralympique en 2012, elle remporte l'argent en 2020.

## Carrière
Elle est victime de la poliomyélite durant son enfance.
Lors des Jeux du Commonwealth de 2014, Obiji bat le record du monde en soulevant 144 kg pour remporter l'or. La même année, elle est sacrée championne du monde mais est rétrogradée à la seconde place après la réclamation de l'Égyptienne Randa Mahmoud — qui demandait que son dernier essai à 143 kg, soit 0,5 kg de plus qu'Obiji soit considéré comme réussi — ait été acceptée.
Aux Jeux de 2020, elle monte sur la deuxième marche du podium en soulevant une barre à 147 kg. C'est sa seconde médaille paralympique après l'or aux Jeux de 2012.